# Charles Wuorinen
Charles Peter Wuorinen, född 9 juni 1938 i New York, död 11 mars 2020 i New York, var en amerikansk kompositör, pianist och musikpedagog, som vunnit Pulitzerpriset för sitt arbete.

## Biografi
Wuorinen föddes på Upper West Side på Manhattan i New York. Hans far John H. Wuorinen var forskare i historia på Columbia University. Han hade också arbetat för Office of Strategic Services och var författare till fem böcker om sitt hemland Finland. Hans mor, Alfhild Kalijarvi, tog  masterexamen i biologi vid Smith College. Wuorinen själv tog examen vid Trinity School i New York som valedictorian 1956 och senare en kandidatexamen (1961) och en masterexamen (1963) i musik vid Columbia University. Han stöttades tidigt av bland andra Jacques Barzun och Edgard Varèse.
Wuorinen började komponera redan vid fem års ålder och började ta pianolektioner som sexåring. Vid 16 års ålder tilldelades han New York Philharmonics pris för unga tonsättare och den 2 maj 1954 hade John Harms Chorus premiär av hans körverk O Filii et Filiae vid Rådhuset. Han var verksam som sångare och pianist med körerna inom kyrkan och var repetitör för världspremiären av Carlos Chávezs opera Panfilo and Lauretta på Columbia University under våren 1957.
År 1962 bildade Wuorinen och konstnärskollegan Harvey Sollberger Group of Contemporary Music. Ensemblen höjde standarden på nya musikupplevelser i New York, med sådana kompositörer som Milton Babbitt, Elliott Carter och Stefan Wolpe, som skrev flera verk för ensemblen. Många av Wuorinens verk uruppfördes också av gruppen.
1970-talet var en särskilt givande period för Wuorinen, som undervisade på Manhattan School of Music från 1971 till 1979. Hans kammarmusik under detta årtionde inkluderar hans första två stråkkvartetter och sex stycken för violin och piano. På 1980-talet började han ett samarbete med New York City Ballet vilket resulterade i en serie verk avsedda för dans.
Wuorinens katalog med mer än 260 kompositioner omfattar verk för orkester, opera, och kammarmusik, liksom solo instrumentala och vokala verk. Salman Rushdie och Annie Proulx har samarbetat med honom. Wuorinen har beskrivits som serialist, men han har kommit att nedvärdera denna term som meningslös. En stor del av hans musik är tekniskt komplicerad, kräver stor virtuositet av utövande, inklusive stora språng, extrema dynamiska kontraster  och snabbt utbyte av pitcher. Fraktaler och matematiska teorier om Benoit Mandelbrot är också viktiga aspekter av Wuorinens stil, vilket ses i verk som Bamboula Squared och Natural Fantasy för orgel.

## Framförande och ledning
Wuorinen har varit verksam som artist, pianist och dirigent av sina egna verk samt andra 1900-talsrepertoarer. Hans orkesterframträdanden har inkluderat Cleveland Orchestra, Chicago Symphony, New York Philharmonic, San Francisco Symphony, Los Angeles Philharmonic och American Composers Orchestra.
År 1962 var han med och grundade Group of Contemporary Music, en ensemble tillägnad framförande av ny kammarmusik. Förutom att odla en ny generation av artister, utgivning och framförande av hundratals nya verk har gruppen också varit en modell för liknande organisationer som har dykt upp i USA sedan starten.